# Èpsilon Sculptoris
Èpsilon Sculptoris (ε Scl / HD 10830 / HR 514) és un sistema estel·lar de magnitud aparent +5,29 situat a la constel·lació de l'Escultor. S'hi troba a 89,5 anys llum del sistema solar.
La component principal del sistema, Èpsilon Sculptoris A, és un estrella blanc-groguenca de tipus F2V —molt semblant a η Corvi per exemple— amb una temperatura efectiva de 6699 K. És unes 5 vegades més lluminosa que el Sol i no sembla existir unanimitat quant al seu contingut metàl·lic; mentre que en un estudi la seua metal·licitat és comparable a la solar, per a una altra font la seva abundància relativa de metalls només suposa el 60% de la del Sol. Amb una massa de 1,40 masses solars, la seva edat s'estima en 1300 milions d'anys.
Èpsilon Sculptoris B, situada a ~ 5 segons d'arc de l'estel principal, és una nana groga de tipus G9V i magnitud +8,3. Els paràmetres preliminars de l'òrbita inclouen una separació mitjana entre les dues components de 128 ua i un període orbital de 1192 anys.
Un tercer estel de magnitud 15, Èpsilon Sculptoris C, s'hi localitza visualment a +15,3 segons d'arc de la primària. Un quart estel de magnitud +11,5, visualment a més de dos minuts d'arc, pot estar relacionat amb el sistema.
Aquesta estrella estarà a la constel·lació de Fornax cap al 2920 dC.